# Gaspar Tibau
Gaspar Tibau foi um Oficial de Marinha português do século XVI.

## Biografia
Em 1535 comandou um dos navios da Esquadra Auxiliar Portuguesa de António de Saldanha, que acompanhou a Armada de D. Carlos I de Espanha na Conquista da Goleta e de Tunes, a 14 e a 21 de Julho, respectivamente.